# Asolenitus tripartitus
Asolenitus tripartitus är en mångfotingart som beskrevs av Christoph D. Schubart 1955. Asolenitus tripartitus ingår i släktet Asolenitus och familjen fingerdubbelfotingar. Inga underarter finns listade i Catalogue of Life.